# رویال کپنهگن
رویال کپنهگن (دانمارکی: Den Kongelige Porcelænsfabrik) شرکت وسایل خانگی دانمارکی است، که در سال ۱۷۷۵ میلادی تأسیس شد.